# Jean-Jacques de Fleyres
Pour les articles homonymes, voir Fleyres.
Jean-Jacques de Fleyres  (né à Espalion vers 1590 et mort le 25 juin 1562) est un ecclésiastique qui fut coadjuteur en 1622 puis évêque de Saint-Pons-de-Thomières de 1633 à 1652.

## Biographie
Jean-Jacques de Fleyres est le fils de Jacques de Fleyres (mort en 1633), seigneur de Combres et baron de Bozoul, syndic des États du Rouergue en 1617, et d'Antoinette Gaubert de Caminade, sœur d'un président du Parlement de Toulouse. Il est le neveu de l'évêque Pierre de Fleyres. 
On n'a pas de détail sur son éducation mais il est docteur in utroque jure probablement de l'université de Toulouse. Dès qu'il est clerc il obtient de son oncle en commende les prieurés de Saint-Crespin-en-Vabrais, de Saint-Salvy-de-Carcabes et de Saint-Maurice vers 1609.
Choisi par son oncle comme futur successeur il est nommé coadjuteur et évêque titulaire de Troade (de) le 5 février 1622, et consacré comme tel l'année suivante. La famille de Clermont de Chavimont avait largement patronné Pierre de Fleyres lors de son accession à l'évêché en 1587. Bien que les de Chavimont soient compromis dans la révolte du Languedoc de 1632, Jean-Jacques obtient la succession de l'évêché sans problème en 1633. En 1646 il obtient la commende de l'abbaye Saint-Martial de Limoges mais il meurt à Saint-Pons en 1652 et est inhumé le 25 juin  dans le tombeau de Pierre de Fleyres, dans la cathédrale.